# Şehzade Bayezid

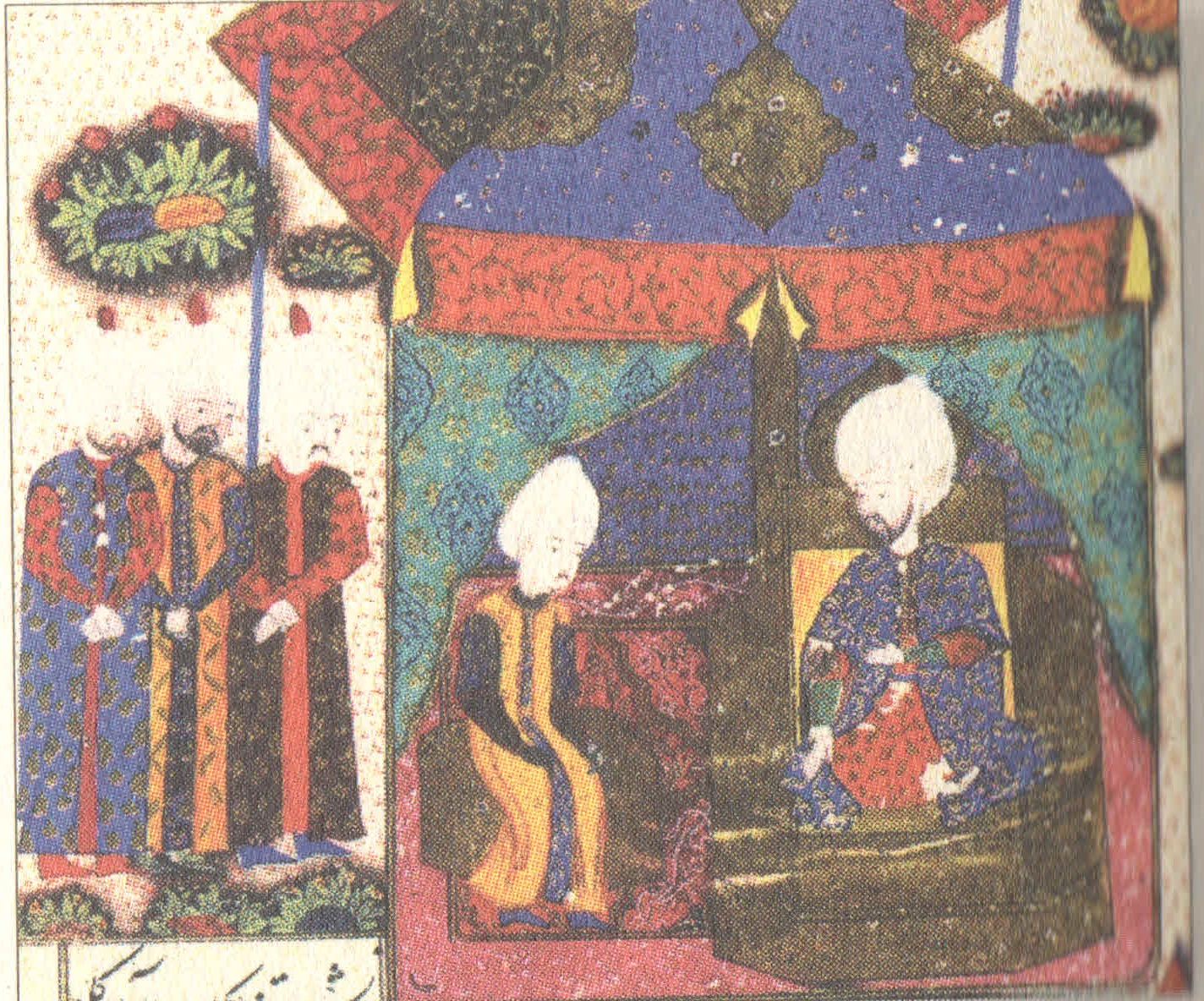
Şehzade Bayezid

Şehzade Bayezid (1525 - 25 september 1561) was een Ottomaanse prins die probeerde de troon van het Ottomaanse Rijk te veroveren. 

## Biografie
Bayezid was de zoon van Sultan Süleyman I (1494-1566) en zijn vrouw Hürrem Sultan (1500-1558). 
Volgens de wet moesten Ottomaanse prinsen worden aangesteld om over een provincie te regeren om administratieve ervaring op te doen. Bayezid werd gouverneur van een Anatolische provincie. In 1553, tijdens zijn vaders twaalfde campagne om Nachitsjevan, een deel van het moderne Azerbeidzjan, werd hem in Edirne toegewezen, de Ottomaanse hoofdstad in Europa, om Rumelia, het Europese grondgebied van het rijk, te controleren in afwezigheid van zijn vader. Tijdens de campagne werd zijn oudste broer, Sehzade Mustafa, geëxecuteerd op Sultans commando. Dat nieuws veroorzaakte onrust in alle delen van het rijk. Een bedrieger, die beweerde de geëxecuteerde Mustafa te zijn, kwam in opstand tegen Süleyman in Rumelia. Hoewel de opstand werd onderworpen door een vizier, vermoedde Süleyman dat zijn zoon Bayezid opzettelijk traag gereageerd had.

## Huwelijk en kinderen
Bayezid huwde met Fatma Sultan, die hem vijf zonen en vier dochters schonk:
Zoons
- Şehzade Orhan geboren in 1543 in Kütahya en gestorven op 25 september 1561 in Qazvin.
- Şehzade Osman geboren in 1545 in Kütahya en gestorven op 25 september 1561 in Qazvin.
- Şehzade Abdullah geboren in 1548 in Kütahya en gestorven op 25 september 1561 in Qazvin.
- Şehzade Mahmud geboren in 1552 in Kütahya en gestorven op 25 september 1561 in Qazvin.
- Şehzade Murad geboren in 1559 in Amasya en gestorven op 3 oktober 1561 in Bursa.

Dochters
- Mihrumah Sultan geboren in 1547 Kütahya en gestorven in 1593 Istanbul.
- Hatice Sultan geboren en gestorven in 1550 in Kütahya.
- Ayşe Sultan geboren in 1553 in Kütahya en gestorven in 1572 in Tokat.
- Hanzade Sultan geboren en gestorven in 1556 in Kütahya.

## Rebellie
Süleyman had vijf zonen. Zijn tweede zoon Mehmed was in 1543 overleden. Na de executie van Mustafa, wie de wettelijke troonopvolger was in 1553 en na de dood van Şehzade Cihangir, de jongste broer, die overleed aan een slechte gezondheid, schoten slechts twee prinsen over die de troon konden opvolgen: Selim en Bayezid. Selim was de gouverneur van Manisa en Bayezid was de gouverneur van Kütahya. Deze twee steden lagen op bijna gelijke afstand van de hoofdstad, Constantinopel. 
Toen Süleyman in de 60 was, was de concurrentie tussen de twee broers over de troon heel groot. Daarom besloot hij ze elk een ander gebied te geven. Selim kreeg Konya toegewezen en Bayezid kreeg Amasya toegewezen. Beide provincies lagen verder van Constantinopel, maar nog steeds op gelijke afstand. Selim gehoorzaamde snel en verplaatste zich naar Konya. Tot de grote ontzetting van zijn vader, gehoorzaamde Bayezid niet onmiddellijk. Doordat Amasya de sanjak was van zijn geëxecuteerde broer Mustafa, zag hij dit als een vernedering. Süleyman beschuldigde Bayezid van rebellie en steunde zijn oudste zoon Selim tegen de ongehoorzame Bayezid. Selim versloeg samen met Sokollu Mehmet Pasha, later de grootvizier, zijn broer in een gevecht in de buurt van Konya op 31 mei 1559. 

## Na de opstand
Bayezid keerde terug naar Amasya en ontsnapte met zijn zonen en een klein leger van Safavid Persia. Volgens Murat Bardakçi, een journalist en historicus, zond Sokullu Mehmet Pasha een leger naar Bayezid. Dat leger werd verslagen door Bayezids troepen. Hoewel Shah Tahmasp I aanvankelijk Bayezid had verwelkomd, zette hij hem later gevangen op verzoek van Sultan Süleyman. Zowel Süleyman als Selim zonden gezanten naar de sjah in Perzië om Bayezid te vermoorden. Op 25 september 1561 werden Bayezid en zijn vier zonen geëxecuteerd in Perzië door een Ottomaanse beul.